# Sebastian Voltz
Sebastian Voltz (* 1980 in Neunkirchen) ist ein deutscher Konzertpianist, Komponist und Interpret Neuer Musik, der auch als Jazzmusiker Karriere machte.

## Wirken
Voltz erhielt klassischen Klavierunterricht. Zwischen 2001 und 2009 studierte er an der Hochschule für Musik Saar, wo er nach seinem Studium der Musikpädagogik bei Thomas Duin ab 2005 eine künstlerische Ausbildung als Konzertpianist mit Auszeichnung absolvierte.
Bereits 2002 gründete Voltz zusammen mit dem Perkussionisten Max Riefer das Ensemble für Neue Musik Ses éclats du son, mit dem er bis 2010 auf internationalen Festivals sowie in Konzerthäusern auftrat und Werke von Komponisten wie Dieter Mack, Karmella Tsepkolenko, Theo Brandmüller, Bernhard Wulff und Thomas Lauck interpretierte; weiterhin kam es zu mehreren Rundfunkaufnahmen mit Werken von James Clarke, Claude Vivier, George Crumb und Theo Brandmüller. 2022 kam das Duo für ein Konzert im Saarländischen Rundfunk wieder zusammen und schloss 2024 eine Konzerttournee durch Südostasien an.
Zwischen 2011 und 2016 gehörte Voltz zum Ensemble Percussion under Construction des Saarländischen Staatstheaters; er komponierte für dessen Besetzung einige Stücke, unter anderem ein Marimbakonzert.
Seit 2008 ist Voltz ständiger Klavierbegleiter des Klezmerklarinettisten Helmut Eisel, mit dem er mehrere Male in Israel tourte. 2015 holte ihn die Gitarristin  Susan Weinert in ihr Rainbow Trio; mit diesem trat er auf Festivals auf und spielte zwei Alben ein. Nach ihrem Tod gehörte er Martin Weinerts Rainbow Experience an, mit der er tourte und zwei Alben veröffentlichte. 2021 erschien sein Soloalbum Voyages an der Schnittstelle zwischen klassischer Tradition und Jazz-Improvisation. Mit dem Jazzpianisten Gilles Grethen arbeitete er im Duo Chroma (gleichnamiges Album 2024).